# 快餐

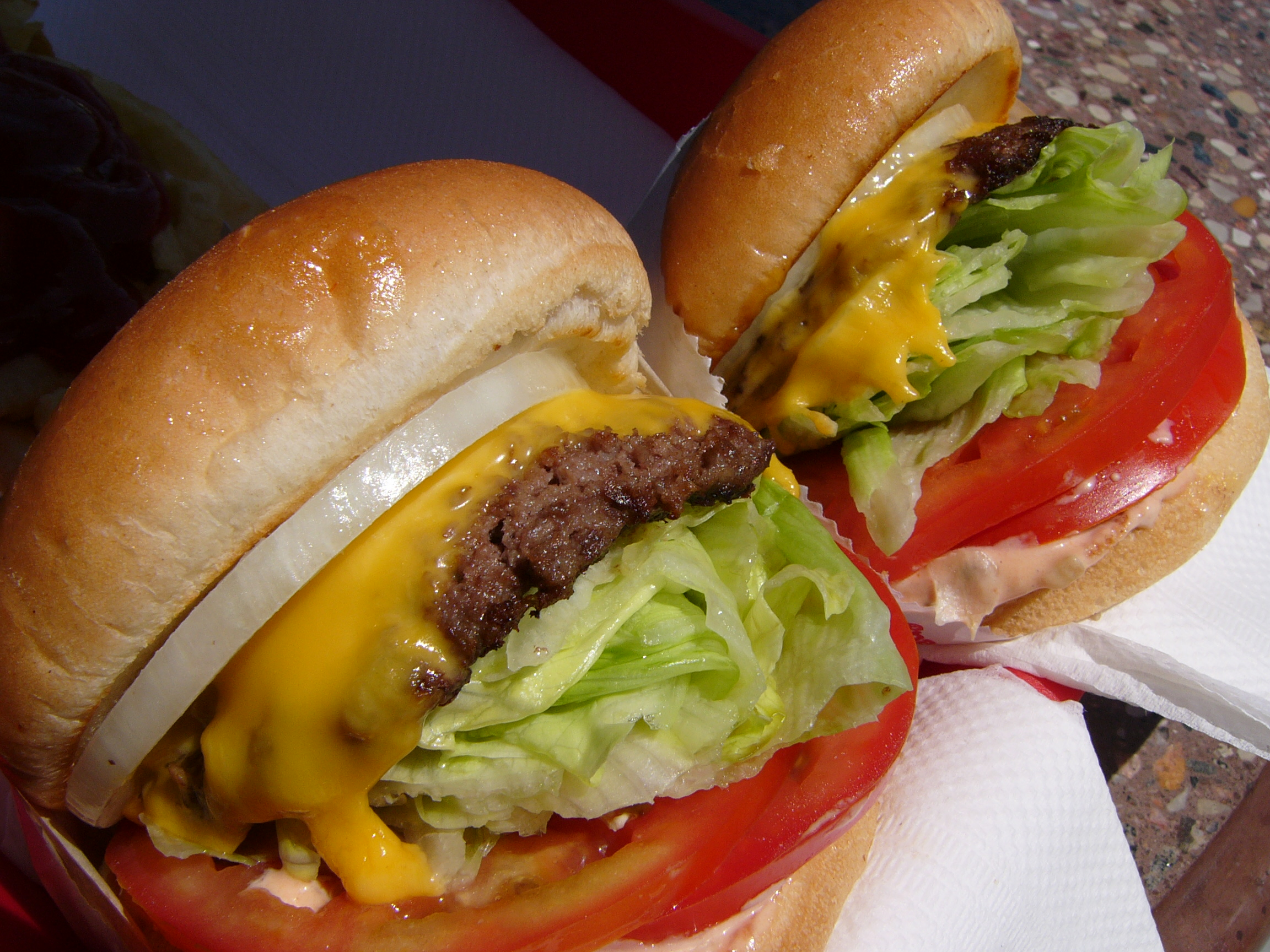
一份速食全餐

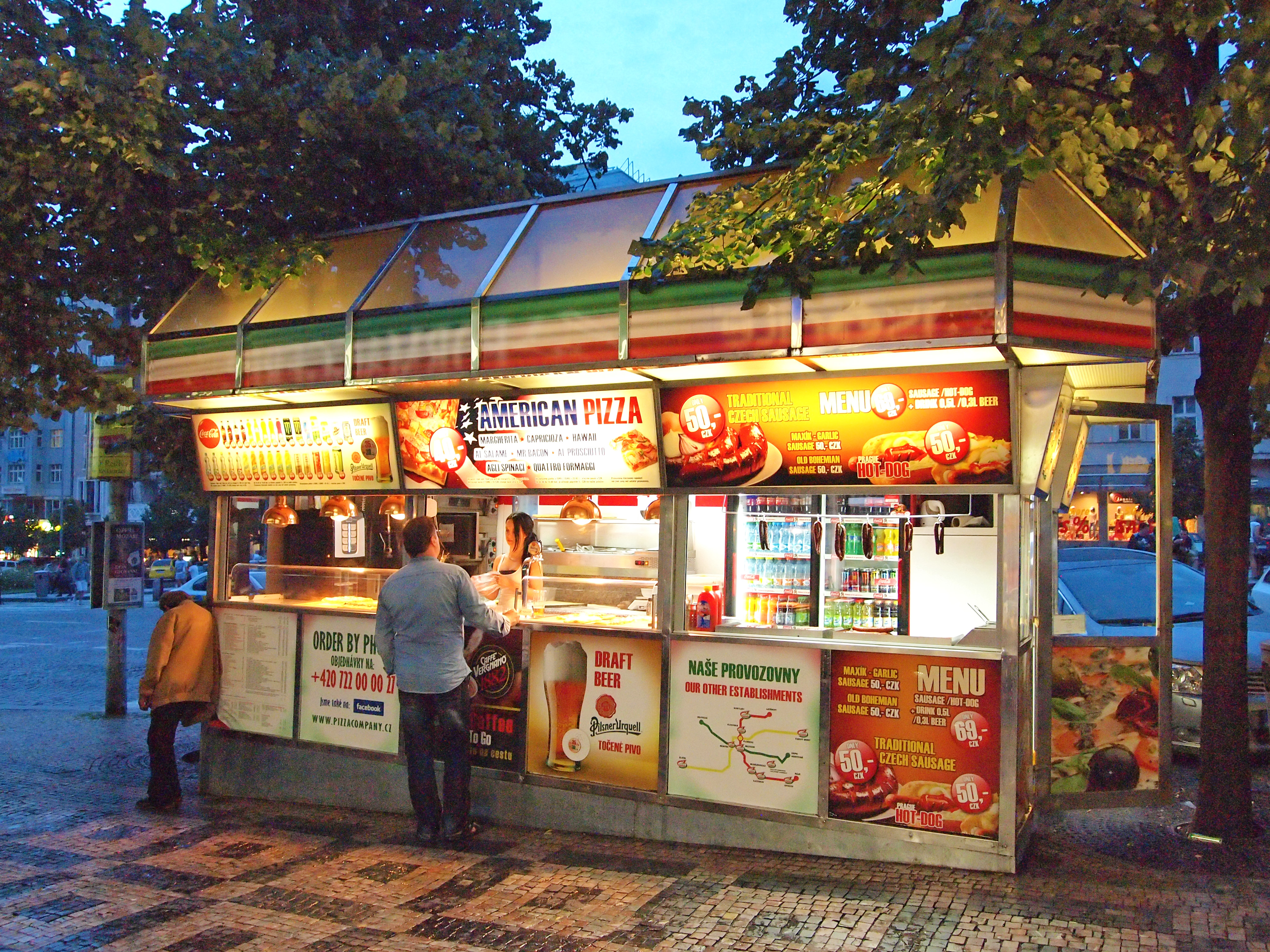
速食餐廳

快餐（英語：Fast food），是可迅速准备和供應的食物的總稱，通常可以徒手進食，无需使用餐具，大部分具有包裝，可以外带或外賣。
由于可大量烹煮，成本低、製作時間短等因素，快餐从20世纪初期西方陸續進入工業化後开始流行，隨處可見的快餐店成为西方饮食文化的象征，然而在1950年以後冷凍櫃和微波爐大量出現後，東方也出現了乾燥形式的包裝技術，使得速食開始擴散進入家庭，大多數食物都可以通過高效率加工手段速食化，只要簡單加熱就可以享用，很多人已經每日從超市購入這種產品食用，在21世紀後逐漸變為冷凍包裝即食品的總稱（現代快餐）。
在中国大陆和臺灣，有不少便當店或自助餐店亦會名為「快餐店」，此處的快餐意即主菜和配菜都已經料理完成可以迅速裝盒販售的便當。本文並非指這種能夠快速出餐的中式便當，而是強調美式速食餐廳制度下生產的快食品為主（傳統速食）。

## 歷史、起源與發展
快餐在某種意義上被視為現代文化的一種標記，不同文化之間，快餐的內容也大同小异。在古羅馬城市中有販賣麵包與橄欖油的小攤子，而在東亞，比較容易見到得則是麵攤、饅頭店等。在中東則可能是賣扁平麵包和沙拉、三明治的攤子。
現代快餐的起源通常與漢堡畫上關聯，因為最早的快餐店是以漢堡作為主要產品。最早開設的快餐店是位于美国的白城堡，在1921年就已出現，當時一個漢堡的價錢是五美分。後來白城堡在漢堡肉餅上弄了五個小洞，這樣可以增加受熱表面積，使肉熟得更快，所需的烹調時間也相對縮短。白城堡被視為快餐業的始祖，並且也衍生了眾多的競爭業者。
一般快餐大多以美式為主流，但中式、港式、日式、臺式等東方式快餐亦有一定發展。兩者的共同点是採用了工業化生产，利用流水線加工、預製冷凍餐點、烹煮配送現成食材、一次性餐具，佐料包等。同時將餐點菜色分開供客人自行選配。快餐的特点是能在櫃台直接帶走或者简单處理就可以食用，甚至通过微波炉加熱。

## 東方式快餐與西方速食

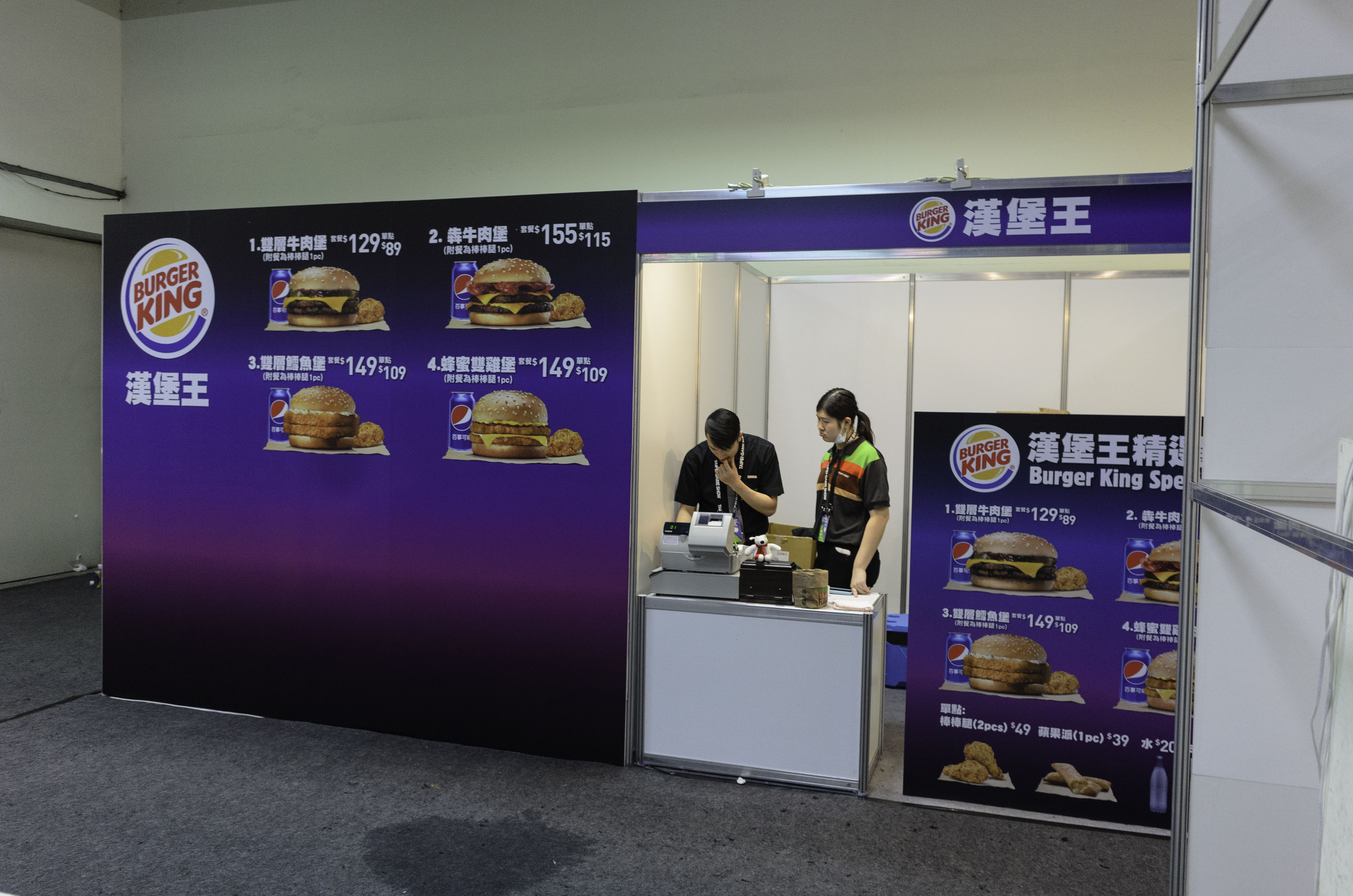
台灣電子遊戲展覽的快餐店

和西方快餐不同，中式和日式快餐有湯汁，通常使用筷子、湯匙進食，但現在也常見包裝好的飯糰可以直接吃。傳統上，東方式餐饮的制作是复杂的，待大廚準備食材烹調，顧客往往要在位子坐上许久，才會上菜。但快餐则不需要等待食物製作时间，具有效率。
在亚洲國家，隨著20世紀工商社會的成型，逐漸發展出現代快餐的飲食模式，如中式小吃、台灣的滷肉飯、港式快餐、日本的丼物、韓國外送服務等。90年代后，部份东方快餐业者致力于研究改良菜式、配料和烹調方法，務求使快餐食物和飲料更健康及多樣化，與美國引入的美式快餐區分開來。

## 快餐業者實例
快餐的涵蓋範圍遍布全球，尤其以美式快餐為主。
目前全世界最大的快餐連鎖店是麥當勞，於1940年在美國南加州創立，以漢堡為主力產品。與麥當勞齊名的肯德基由哈蘭德·桑德斯上校於1939年在肯塔基州路易斯維爾創建，以炸雞聞名世界，現被百勝餐飲集團收购。
至于其他美式快餐店方面，漢堡王於1954年於美國邁阿密-戴德縣開設首間分店，其汉堡以炭火燒烤汉堡排和新鮮蔬菜配製、成為漢堡王的招牌食品。溫蒂漢堡則創立於1969年，其重要創舉是發明了顧客免下車的"得來速"点餐服務。Subway以新鲜、健康、即点即做，低热量的潜艇三明治为主要餐点。
亞洲快餐方面，香港的三大快餐集團大家樂、大快活和美心MX均是港式快餐的代表。台灣以遍布各地的美食街、夜市的店家販售的即食食品為主，亦有鬍鬚張魯肉飯、頂呱呱、丹丹漢堡等連鎖業者。日本的摩斯漢堡以包括「米漢堡」在內的和風美式速食著稱。

## 缺点
快餐雖然有低成本、速度快的優點，但以大量食用油、調味料和食品添加物來烹饪的方式，使得快餐被批評危害人體健康，尤其是加速心血管疾病與其他內臟疾病。
但有部份速食品牌如麥當勞進行一系列的健康改革，例如改用健康油烹調食物等等。

## 商業
- 快餐文化泛指任何在商業操作上尋求短期獲利快速回本的運轉形式，因為這類的商業投資帶有投機的心態尋求不尋常的短期獲利而忽略在外在條件上如商譽、名聲、客戶關係、長期經營的條件，往往通常帶有負面的意味。